# ラバー・ソウル
『ラバー・ソウル』（Rubber Soul）は、イギリスにおいて1965年12月3日に発売された、ビートルズの6作目のイギリス盤公式オリジナル・アルバム、アメリカでは11作目のアルバムである。
10月12日から11月15日の約1か月にわたって行われた録音作業では、ビートルズとジョージ・マーティンは、「ノルウェーの森」ではシタールを、「ミッシェル」「ガール」ではシャンソン風のギター・ラインを、「嘘つき女」でファズを利かせたベースを、そして「イン・マイ・ライフ」ではバロック音楽風のピアノ・ソロを使用するなどして、従来のリバプール・サウンドから脱却したアルバムを制作した。ジョン・レノンは「ラバーソウルは大麻アルバムで、リボルバーはLSDアルバムだ」と1972年に説明している。
アルバム名は、本場のブルースマンがローリング・ストーンズを揶揄した「プラスティック（まがい物の）・ソウル」という言葉に着想を得たポール・マッカートニーによって考案された。レノンも1970年のローリング・ストーン誌からのインタヴューでタイトルはEnglish Soulの意味だとしながらもマッカートニーがプラスティック・ソウルとつぶやいていた事実を認めている。1996年に発売された『ザ・ビートルズ・アンソロジー2』に収録の「アイム・ダウン」の最後にこのつぶやきが収録されている。
なお本作の日本盤には以前からの習慣に基づいて「ノルウェーの森」、「ひとりぼっちのあいつ」、「嘘つき女」、「愛のことば」、「消えた恋」、「君はいずこへ」、「恋をするなら」、「浮気娘」などといった自由な邦題が付けられている楽曲があるが、次作以降は2曲の例外を除き、基本的にオリジナル・タイトルをカタカナ書きにしたものに統一された。

## 背景・制作
本作に収録された楽曲の一部は1965年8月の北米ツアーからロンドンに戻った直後に作曲された。クリスマス前の発売に間に合わせるため、録音は10月12日から11月15日の約1か月間で行われた。
本作は、当時フォークロックの旗手であったバーズとボブ・ディランから強い影響を受けている。本作では通常のバンド編成で使われる楽器から使う楽器の幅を広げている。特に代表的な「ノルウェーの森」では、ヤードバーズやキンクスがすでに自身の音楽でインドの楽器を使ってはいたのだが、本格的な導入としてはこの曲がポップ・ミュージックにおける最初の例とされる。以降、1960年代中盤に新しい楽器を使う流行を生み出し、今では一般的に「ワールドミュージック」と呼ばれる分野の先駆けの1曲として認識されていて、西洋の音楽の中に西洋ではない音楽の影響を入れる流行のきっかけとなった。ジョージ・ハリスンにインドの歴史的音楽とシタールを紹介したのはバーズのデヴィッド・クロスビーである。ハリスンはすぐにこの音楽に没頭し、インドの高名なシタール奏者であったラヴィ・シャンカルに師事した。打楽器では、リンゴ・スターのバック・ビートやマラカス、タンバリンの使用頻度が増えた（「ウェイト」や「嘘つき女」等）。
このアルバムを録音中には、録音技術の革新も行われた。「イン・マイ・ライフ」でのピアノソロは、ジョージ・マーティンが担当したものだが、バロック調の演奏をするにはテンポが速すぎることから、テープ速度を半分にして録音してミックス時、普通のスピードに戻している。他にはコンプレッサーをかけ、イコライザーで音を変えられたピアノの音が使われている（「愛のことば」）。この特有のエフェクトは、すぐにサイケデリック・ミュージックにおいて非常によく使われるようになった。
ビートルズは本作とシングル『恋を抱きしめよう／デイ・トリッパー』（両A面）をほぼ同時に完成させ、数年間に及ぶ録音、公演、映画撮影、テレビ出演に追われる生活から解放された。その後彼らは1966年の最初に三ヶ月間の休暇を得て、今後の活動の方向性を探った。。それはすぐに次作アルバム、『リボルバー』として世に出ることとなる。
当時のアルバムは『ザ・ビートルズ』まではステレオとモノラルの併売が続いており、初期のアルバムは、モノラル盤に主眼が置かれていた。ビートルズ研究家のマーク・ルウィソーンによると、グループ、プロデューサーのマーティンとアビー・ロードのエンジニアは多くの時間とその注意をモノラルのミックス・ダウンに用い、バンドはセッションやエンジニアが参加する活動に顔を出していた。彼らの傑作とされる『サージェント・ペパーズ・ロンリー・ハーツ・クラブ・バンド』のLPにおいても、ステレオ・ミックス・ダウンよりモノラル・ミックス・ダウンが大事にされていた。
最初に出た『ラバー・ソウル』のステレオ盤はビートルズの初期のアルバムに似て、主にヴォーカルは右チャンネルに、楽器は左チャンネルに入っている。その作り方は、以前のアルバムとは同じではない。セカンド・アルバムの『ウィズ・ザ・ビートルズ』までは2トラックのテープに録音されていて、モノラル・レコードのみを作るつもりであった。従って、彼らはヴォーカルと楽器を別々に分けて、2つのパーツを後にミックスして適切な形にすることが出来るようにしていた。しかし本作の頃には、ビートルズは4トラック・テープで録音していて、『ビートルズ・フォー・セール』、『ヘルプ!』で実際行われていたようにヴォーカルを中央に置き、楽器を左右に振り分ける形でステレオ・マスターを作れるようになっていた。だがマーティンは、ステレオ・アルバムをモノラル・プレーヤーにかけた時に良い音が出るような方法を模索していた。彼は実験し、4トラックのマスターをヴォーカルを右に、楽器を左に、中央には何も置かない状態でステレオにミックス・ダウンが行われた。

## アルバム・アートワーク
『ラバー・ソウル』のジャケット・カヴァーには、メンバーの歪んだ写真が使われている。これは撮影したロバート・フリーマンがレノンの家で撮影した写真をボール紙へ写真を写してメンバーに見せたところ、ボール紙が歪んでいた。だがこれを面白がったメンバーはその歪みをそのままジャケットに採用した。
キャピトル盤は色の彩度が違っており、タイトル文字の色がチョコレート・ブラウンだったりゴールドに近い色であったりとまちまちである。1987年のイギリス盤公式CD化においてもキャピトルのロゴは確認できるが、文字の色は茶色でもオレンジでもなく、全く違う緑色である。チャールズ・フロントがレタリング、およびデザイン制作を務めた。

## 発売

### 初回プレス盤の修正
『ラバー・ソウル』の初回プレス盤（マトリックス1）は、1965年11月17日にカッティングが行われた。このプレス盤は、全体的にカッティングの溝が深くなっている。そのため、アナログ機器で再生した際に針が飛ぶことを懸念したEMIのプレス工場からクレームがつき、2日後の11月19日に再度クレーム箇所を修正するカッティングが行われた。ただし、このクレームがついた時点で相当数がプレスされており、ごく少数ではあるがマトリックス1の刻印が盤に彫られた初回プレス盤が出荷、販売もされている。この初回プレス盤は「音圧が異なる」「低音がきいている」などさまざまな噂を生むこととなり、現在はレコード・コレクターの間でラウド・カットと呼ばれ、しばしば高値で取引されている。

### 米国キャピトル編集盤『ラバー・ソウル』
『ラバー・ソウル』は11枚目の公式なアメリカ盤でありキャピトル・レコードでの9枚目のアルバムである。本作はイギリスでの発売の3日後に発売開始となり、Billboard 200では、クリスマスから59週にわたりチャートに登場していた。1966年1月8日から6週間1位を占めている。1966年度年間ランキング4位を記録している。『キャッシュボックス』誌では、7週連続第1位を獲得し、1966年度年間ランキング16位を記録した。発売から9日で120万枚を売上げ、今までに600万枚をアメリカで売り上げることとなった。
『サージェント・ペパーズ』以前のビートルズのアルバムのように、アメリカ盤とイギリス盤で構成が著しく異なる。アメリカ盤『ラバー・ソウル』は「フォークロック」アルバムと見做されるようにという意図が感じられた。キャピトル・レコードは、ビートルズを「フォークロック」という1965年のアメリカにおいて流行の新しいジャンルに合わせるため、「夢の人」と「イッツ・オンリー・ラヴ」を追加し、「ドライヴ・マイ・カー」「ひとりぼっちのあいつ」「恋をするなら」「消えた恋」の4曲を収録曲から削除した。イギリス盤から削除された楽曲は、後の編集盤『イエスタデイ・アンド・トゥデイ』に収録された。この収録曲の変化によってアルバムの総収録時間が29分25秒と短くなったうえに、スターのボーカル曲が1曲も存在しないアルバムとなった。
なお、イギリスからアメリカに送られたステレオ・ミックスは「君はいずこへ」の最初でスタートを間違える通称「False starts版」である。最後も少し早く終わる。False starts版は、1965年から1990年にかけてのアメリカ盤すべてと『ビートルズ'65 BOX』で聴ける。カナダ盤のLPも「君はいずこへ」でFalse starts版テイクが使用されている。またアメリカ盤の「愛のことば」はフェード・アウトが遅く演奏時間が3秒ほど長い。
アメリカのレコードでは、ステレオが2ヴァージョン発売されている。標準盤のアメリカ・ステレオ・ミックスと、デクスター・ステレオ盤というアルバム全体にリヴァーブが掛けられているものがある。
また表ジャケットは前述の通りタイトル文字の色が違っており、裏ジャケットではTHE BEATLESが強調されており、左下に「Product by GEROGE MARTIN」、右下に「Photography: Robert Freeman」とイギリス盤にクレジットされてなかったクレジットが明記されている。
アメリカ盤『ラバー・ソウル』は、LPとしては日本で発売されなかったが、8トラックのカートリッジ・テープや初期のカセット・テープとしては発売されていた。

### CDでの発売
アルバムは、CDとなってイギリスとアメリカで1987年4月30日に発売された。音源はイギリス・オリジナル盤を使用している。アメリカにおいて、以前輸入盤しかなかったイギリス盤のLPとカセットが、1987年6月21日に発売となった。
アルバム『ヘルプ!』のCD発売と同じように、『ラバー・ソウル』においてマーティンは現代向けにステレオ・デジタル・リミックスを行っている。ただし、このリミックスはマーティンが『ヘルプ!』も含めて「バラバラに戻してから、またほとんど同じように整理し直した」と述べているように、オリジナルのミックスに非常に忠実に作成されており、積極的な現代化はされず、定位やエフェクト等の処理はほぼオリジナルの通りに再現されている。『ヘルプ!』と『ラバー・ソウル』のリミックスが行われたのは、1987年の最初のCD化の時には、全アルバムが一斉にCD化されたわけではなく、数回に分けてCD化され、『ヘルプ!』、『ラバー・ソウル』、『リボルバー』の3枚が第2弾として発売されたが、当初、『ヘルプ!』と『ラバー・ソウル』はモノラルでのCD発売を予定していたのが、急遽ステレオでの発売に変更された為。
2009年9月9日に発売されたリマスター盤でも、このリミックス版を採用している。CD化される前のオリジナル・ミックスは、同日発売のモノラル・ボックスにてステレオとモノ両方がCD化されている。

## 評価
アルバムは商業的に成功し、全英アルバムチャートでは1965年12月11日から42週にわたり登場している。クリスマスには前作『ヘルプ!』の替わりに1位に立った。8週間維持した。このアルバムはグループにとって芸術的な飛躍をもたらし音楽批評家からは、ビートルズの初期の特徴であったマージービートサウンドから、『リボルバー』、『サージェント・ペパーズ・ロンリー・ハーツ・クラブ・バンド』などへの橋渡し的な役割を果たしたと評された。後にレノンは、本作の録音中に初めてビートルズが主導権を得たと述べている。それは、新しい音のアイディアを洗練させるだけの十分なスタジオでの時間があったこともある。アメリカ盤はザ・ビーチ・ボーイズのブライアン・ウィルソンに多大な影響を与え、彼は1966年に『ペット・サウンズ』を出すことで「答えた」。また、フランク・ザッパとマザーズ・オブ・インヴェンションのアルバム、『フリーク・アウト!』の製作にインスピレーションを与えたといわれる。1966年に本作は発売され、『サージェント・ペパーズ・ロンリー・ハーツ・クラブ・バンド』の着想源となった。1987年5月9日から本作は3週間チャートに戻り、その10年後に再度チャートに登場した。
『ラバー・ソウル』は、ポップ・ミュージックの歴史において最も偉大なアルバムの一つだと何度も引き合いに出されている。1998年、Qの読者は40番目に偉大なアルバムだとした。2000年には最も偉大なイギリスのアルバム100枚を選ぶ際に2位につけた。2001年にVH1において6位、2003年にアルバムはローリング・ストーンの選ぶオールタイム・ベストアルバム500において5位に(2020年版の改訂版では35位)、2006年にタイム誌の最も偉大なアルバム100の中の一つに選ばれている。

## 収録曲

### イギリス盤
- 邦題の表記は、日本公式サイトに準拠[31]。
- 特記を除き、作詞作曲はレノン＝マッカートニーによるもの。

| #         | タイトル                                                                           | 作詞・作曲         | リード・ボーカル                      | 時間  |
| --------- | ---------------------------------------------------------------------------------- | ------------------ | ------------------------------------- | ----- |
| 1.        | 「ドライヴ・マイ・カー」(Drive My Car)                                             |                    | ポール・マッカートニー ジョン・レノン | 2:25  |
| 2.        | 「ノルウェーの森（ノーウェジアン・ウッド）」(Norwegian Wood (This Bird Has Flown)) |                    | ジョン・レノン                        | 2:01  |
| 3.        | 「ユー・ウォント・シー・ミー」(You Won't See Me)                                   |                    | ポール・マッカートニー                | 3:18  |
| 4.        | 「ひとりぼっちのあいつ」(Nowhere Man)                                              |                    | ジョン・レノン                        | 2:40  |
| 5.        | 「嘘つき女」(Think For Yourself)                                                   | ジョージ・ハリスン | ジョージ・ハリスン                    | 2:16  |
| 6.        | 「愛のことば」(The Word)                                                           |                    | ジョン・レノン                        | 2:41  |
| 7.        | 「ミッシェル」(Michelle)                                                           |                    | ポール・マッカートニー                | 2:40  |
| 合計時間: | 合計時間:                                                                          | 合計時間:          | 合計時間:                             | 18:01 |

| #         | タイトル                                  | 作詞・作曲                         | リード・ボーカル                      | 時間  |
| --------- | ----------------------------------------- | ---------------------------------- | ------------------------------------- | ----- |
| 1.        | 「消えた恋」(What Goes on)                | レノン＝マッカートニー＝スターキー | リンゴ・スター                        | 2:47  |
| 2.        | 「ガール」(Girl)                          |                                    | ジョン・レノン                        | 2:30  |
| 3.        | 「君はいずこへ」(I'm Looking Through You) |                                    | ポール・マッカートニー                | 2:23  |
| 4.        | 「イン・マイ・ライフ」(In My Life)        |                                    | ジョン・レノン                        | 2:24  |
| 5.        | 「ウェイト」(Wait)                        |                                    | ジョン・レノン ポール・マッカートニー | 2:12  |
| 6.        | 「恋をするなら」(If I Needed Someone)     | ジョージ・ハリスン                 | ジョージ・ハリスン                    | 2:20  |
| 7.        | 「浮気娘」(Run For Your Life)             |                                    | ジョン・レノン                        | 2:18  |
| 合計時間: | 合計時間:                                 | 合計時間:                          | 合計時間:                             | 16:54 |

### 米国盤
- 特記を除き、作詞作曲はレノン＝マッカートニーによるもの。

| #         | タイトル                                                                           | 作詞・作曲         | リード・ボーカル       | 時間  |
| --------- | ---------------------------------------------------------------------------------- | ------------------ | ---------------------- | ----- |
| 1.        | 「夢の人」(I've Just Seen a Face)                                                  |                    | ポール・マッカートニー | 2:04  |
| 2.        | 「ノルウェーの森（ノーウェジアン・ウッド）」(Norwegian Wood (This Bird Has Flown)) |                    | ジョン・レノン         | 2:05  |
| 3.        | 「ユー・ウォント・シー・ミー」(You Won't See Me)                                   |                    | ポール・マッカートニー | 3:19  |
| 4.        | 「嘘つき女」(Think For Yourself)                                                   | ジョージ・ハリスン | ジョージ・ハリスン     | 2:19  |
| 5.        | 「愛のことば」(The Word)                                                           |                    | ジョン・レノン         | 2:42  |
| 6.        | 「ミッシェル」(Michelle)                                                           |                    | ポール・マッカートニー | 2:42  |
| 合計時間: | 合計時間:                                                                          | 合計時間:          | 合計時間:              | 15:11 |

| 全作詞・作曲: レノン＝マッカートニー。 |                                            |                        |                        |                                       |      |
| #                                      | タイトル                                   | 作詞                   | 作曲・編曲             | リード・ボーカル                      | 時間 |
| 1.                                     | 「イッツ・オンリー・ラヴ」(It's Only Love) | レノン＝マッカートニー | レノン＝マッカートニー | ジョン・レノン                        | 1:53 |
| 2.                                     | 「ガール」(Girl)                           | レノン＝マッカートニー | レノン＝マッカートニー | ジョン・レノン                        | 2:33 |
| 3.                                     | 「君はいずこへ」(I'm Looking Through You)  | レノン＝マッカートニー | レノン＝マッカートニー | ポール・マッカートニー                | 2:24 |
| 4.                                     | 「イン・マイ・ライフ」(In My Life)         | レノン＝マッカートニー | レノン＝マッカートニー | ジョン・レノン                        | 2:24 |
| 5.                                     | 「ウェイト」(Wait)                         | レノン＝マッカートニー | レノン＝マッカートニー | ジョン・レノン ポール・マッカートニー | 2:15 |
| 6.                                     | 「浮気娘」(Run For Your Life)              | レノン＝マッカートニー | レノン＝マッカートニー | ジョン・レノン                        | 2:15 |
| 合計時間:                              | 合計時間:                                  | 合計時間:              | 13:44                  |                                       |      |

## クレジット
※出典
ビートルズ
- ジョン・レノン - リード・ボーカル、ハーモニー & バッキング・ボーカル、リズムギター、アコースティック・ギター、リードギター、オルガン（A-5）、タンバリン
- ポール・マッカートニー - リード・ボーカル、ハーモニー & バッキング・ボーカル、ベース、アコースティック・ギター、リードギター、ピアノ、マラカス
- ジョージ・ハリスン - リード・ボーカル、ハーモニー & バッキング・ボーカル、リードギター、リズムギター、アコースティック・ギター、シタール（A-2）、マラカス、タンバリン
- リンゴ・スター - ドラム、タンバリン、マラカス、カウベル、鐘、シンバル、ハモンドオルガン（B-3）、リード・ボーカル（B-1）

外部ミュージシャン・スタッフ
- ジョージ・マーティン - プロデュース、ミキシング、ピアノ（B-4）、ハーモニウム（A-6, B-6）
- マル・エヴァンズ - ハモンドオルガン（A-3）
- ノーマン・スミス - エンジニア、ミキシング
- ロバート・フリーマン - 写真

## チャート成績
| チャート (1965年 - 1966年)         | 最高位 |
| ---------------------------------- | ------ |
| オーストラリア (Kent Music Report) | 1      |
| スウェーデン (Kvällstoppen Chart)  | 20     |
| UK Record Retailer LPs Chart       | 1      |
| US Billboard Top LPs               | 1      |
| 西ドイツ Musikmarkt LP Hit-Parade  | 1      |

| チャート (1987年)              | 最高位 |
| ------------------------------ | ------ |
| 日本 (オリコン)                | 10     |
| オランダ (MegaCharts)          | 66     |
| UK アルバムズ (OCC)            | 60     |
| US Billboard Top Compact Disks | 2      |

| チャート (2009年)                      | 最高位 |
| -------------------------------------- | ------ |
| オーストラリア (ARIA)                  | 41     |
| オーストリア (Ö3 Austria)              | 53     |
| ベルギー (Ultratop Flanders)           | 26     |
| ベルギー (Ultratop Wallonia)           | 49     |
| デンマーク (Tracklisten Album Top-40)  | 31     |
| フィンランド (Suomen virallinen lista) | 17     |
| ドイツ (Offizielle Top 100)            | 75     |
| イタリア (FIMI)                        | 36     |
| 日本 (オリコン)                        | 24     |
| オランダ (MegaCharts)                  | 87     |
| ニュージーランド (RMNZ)                | 25     |
| ポルトガル (AFP)                       | 14     |
| スペイン (PROMUSICAE)                  | 59     |
| スウェーデン (Sverigetopplistan)       | 17     |
| スイス (Schweizer Hitparade)           | 51     |
| UK アルバムズ (OCC)                    | 10     |

## 認定
| 国/地域                                             | 認定        | 認定/売上数 |
| --------------------------------------------------- | ----------- | ----------- |
| アルゼンチン (CAPIF)                                | 2× Platinum | 120,000^    |
| オーストラリア (ARIA)                               | Platinum    | 70,000^     |
| ブラジル (ABPD)                                     | Gold        | 100,000*    |
| カナダ (Music Canada)                               | 2× Platinum | 200,000^    |
| ドイツ (BVMI)                                       | Gold        | 250,000^    |
| ニュージーランド (RMNZ)                             | Platinum    | 15,000^     |
| イギリス (BPI)                                      | 2× Platinum | 600,000^    |
| アメリカ合衆国 (RIAA)                               | 6× Platinum | 6,000,000^  |
| * 認定のみに基づく売上数 ^ 認定のみに基づく出荷枚数 |             |             |

 英国レコード産業協会による認定は、1994年以降の売上によるもの。

## 各国での発売形態
| 国                | 日付           | レーベル                                           | 発売形態               | カタログ番号  |
| ----------------- | -------------- | -------------------------------------------------- | ---------------------- | ------------- |
| イギリス          | 1965年12月3日  | Parlophone                                         | mono LP                | PMC 1267      |
| イギリス          | 1965年12月3日  | Parlophone                                         | stereo LP              | PCS 3075      |
| アメリカ          | 1965年12月6日  | Capitol Records                                    | mono LP                | T 2442        |
| アメリカ          | 1965年12月6日  | Capitol Records                                    | stereo LP              | ST 2442       |
| 日本              | 1966年3月15日  | Odeon/東芝音楽工業 （現EMIミュージック・ジャパン） | stereo LP              | OP 8156       |
| Worldwide reissue | 1987年4月15日  | Apple, Parlophone, EMI                             | CD                     | CDP 7 46440 2 |
| 日本              | 1987年4月28日  | 東芝EMI                                            | CD                     | CP32-5326     |
| 日本              | 1998年3月11日  | 東芝EMI                                            | CD                     | TOCP-51116    |
| 日本              | 2004年1月21日  | 東芝EMI                                            | Remastered LP          | TOJP 60136    |
| Worldwide Reissue | 2009年9月9日   | EMI UK                                             | Remastered CD          | 3824182       |
| 日本              | 2009年9月9日   | EMIミュージックジャパン                            | Remastered CD          | TOCP-71006    |
| 日本              | 2014年12月17日 | ユニバーサル・ミュージック                         | SHM-CD（紙ジャケ仕様） | UICY-76971    |

## 関連文献
- 『バンドスコア ビートルズ / ラバーソウル』（シンコーミュージック、2002年9月14日）ISBN 978-4401361465